# رویداد (رایانش)

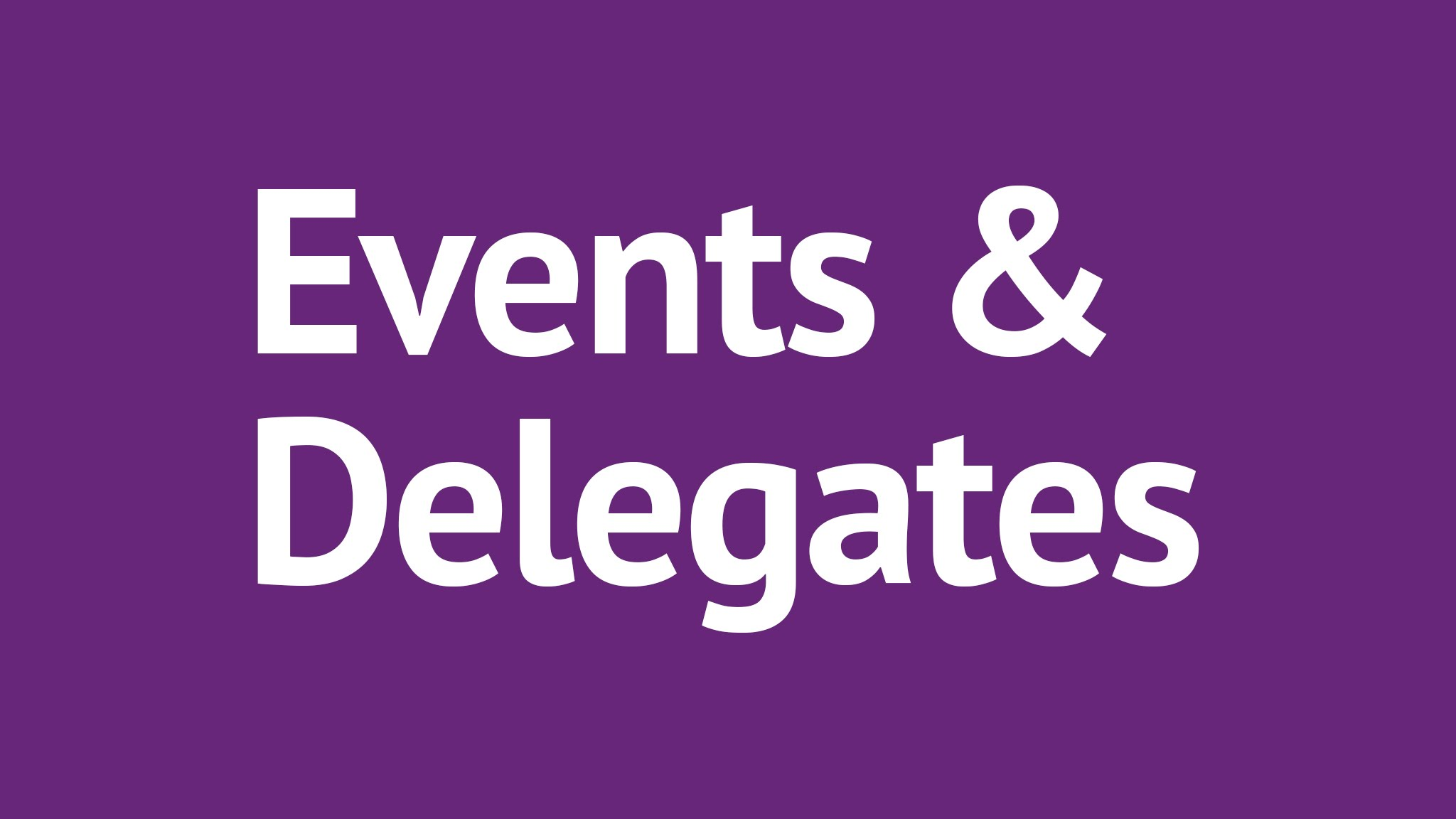
رویداد (رایانش)

در رایانش، یک رویداد کار یا رخدادی است که توسط نرم‌افزار شناخته می‌شود و می‌تواند توسط نرم‌افزار به‌کار برده‌شود. رویدادهای رایانه‌ای می‌توانند توسط سامانه یا کاربر ایجاد شود. معمولاً رویدادها به‌طور همگام با روند برنامه به‌کار برده می‌شوند؛ به این معنی که، نرم‌افزار ممکن است یک با چند مکان اختصاصی که رویدادها به‌کار برده می‌شوند داشته‌باشد، غالباً یک حلقهٔ رویداد. معمولاً منابع رویدادها کاربری را شامل می‌شود که ممکن است یک کلید از صفحه‌کلید را بفشارد. دیگر منبع یک دستگاه سخت‌افزاری مانند یک زمان‌سنج است. نرم‌افزار همچنین می‌تواند مجموعهٔ خودش از رویدادها را درون حلقهٔ رویداد راه‌اندازی کند، مانند ارتباط برقرارکردن با اتمام یک وظیفه. نرم‌افزاری که رفتارش را در پاسخ به رویدادها تغییر می‌دهد رویدادمحور گفته می‌شود، اغلب با هدف تعاملی‌بودن.